# 哈維·洛佩茲
哈維·洛佩茲（西班牙語：Javi López；1986年1月21日—）是一位西班牙足球運動員。在場上的位置是後衛。2020年11月25日，簽約澳洲職業足球聯賽球會阿德萊德聯一年。他在2007賽季轉會西班牙人。